# Alloeoleucon santamariensis
Alloeoleucon santamariensis är en kräftdjursart som beskrevs av Watling och McCann 1996. Alloeoleucon santamariensis ingår i släktet Alloeoleucon och familjen Leuconidae.
Artens utbredningsområde är Oregon. Inga underarter finns listade i Catalogue of Life.